# EN 13432
EN 13432 je standard, ki ga je leta 2002 sprejel Evropski komite za standardizacijo. Standard ureja materiale, ki se štejejo za biološko razgradljive ali se jih da kompostirati. Izraz kompostirati se nanaša na zahteve v zvezi z netoksičnostjo materialov, ko se razgradijo v naravi. Ta standard ureja "Zahteve za embalažo, primerno za kompostiranje in biorazgradnjo".

## Zahteve za kompost oziroma kompostiranje
V skladu z EN 13432, mora material, ki se imenuje kompost oziroma je zmožen kompostiranja, imeti naslednje lastnosti:
- razgradijo vsaj 90% v 6 mesecih, če je izpostavljena okolju, bogatim z ogljikovim dioksidom; Te vrednote je treba preskusiti v okviru standardne metode EN 14046 (znan tudi kot ISO 14855 ) ;
- v stiku z organskimi materiali za obdobje treh mesecev, mora masa materiala sestavljati vsaj 90% delcev velikosti manj kot 2 mm; te vrednosti je treba preskusiti s standardno metodo EN 14045;
- material ne sme negativno vplivati na proces kompostiranja;
- nizka koncentracija težkih kovin z dodatki materiala;
- vrednosti pH v okviru določenih omejitev;
- vsebnost soli v predpisanih mejah;
- koncentracija hlapnih trdnih delcev v mejah;
- Koncentracija dušika, fosforja, magnezija in kalija v okviru predpisanih omejitev v standardu EN 13432[1].

## Razlike med EN 13432 in 94/62/EGS
Standard EN 13432 zapolni vrzeli v prejšnjem Direktivi 94/62/ES. Primer tega nesporazuma je polietilenska vreča z oznako "biorazgradljiva". Te vrečke so narejene s polimeri, ki jim dodajajo aditive in vsebujejo težke kovine, ki dajejo prednost razbijanja materiala v kosih. Vendar pa to gradivo ni popolnoma razgradljivo in je kot tako, še vedno opazno na kompostu. Poleg tega vsebuje težke kovine, ki so strupene, zato mora imeti zelo nizko koncentracijo le teh v materialu oz posamezni vrečki. Primer teh kovinskih dodatkov je kobalt, prisoten na primer v nekaterih proizvodih s koncentracijo 4000 mg/kg. Potem bi se razgradnja s kobaltom sprostila v okolje s posledicami, opisanimi v Direktivi 67/548/EGS za nevarne snovi. V tem primeru bi bile eko-strupene, obstojne in bioakumulativne CMR (rakotvorne, mutagene in strupene za razmnoževanje).